# Raheem Kassam
Raheem Kassam (né le 1er août 1986) est un journaliste et homme politique britannique, soutien de la droite libertarienne,,,. Il est notamment le conseiller en chef de Nigel Farage quand celui-ci est à la tête du Parti pour l'indépendance du Royaume-Uni (UKIP). En 2016, il postule à la direction de l'UKIP, avant d'abandonner la course.
Vivant entre le Royaume-Uni et les États-Unis, il crée une version britannique du site Breitbart News, lancé par Steve Bannon. Il est également rédacteur en chef de Human Events, qu'il abandonne au profit de The National Pulse. Selon le site Bridge/Factsheet, « Kassam a un passé de diffuseur de fake-news ».

## Enfance
Raheem Kassam est né à l'hôpital Hammersmith de Londres, de parents immigrants tanzaniens d'origine indienne de Hillingdon, dans le Grand Londres. Il a été élevé comme musulman ismaélien, mais en 2016 a affirmé qu'il ne pratiquait plus depuis plus de 10 ans. Il se dit alors athée, affirmant que le rejet de sa foi religieuse lui a été inspiré par Christopher Hitchens selon qui « les religions sont des versions d'un même mensonge ».

## Éducation
Raheem Kassam a fait ses études à l'école Bishopshalt, une école publique polyvalente d'Uxbridge, puis au St Helen's College de Hillingdon, puis a étudié les sciences politiques à l'université de Westminster.
Kassam a brièvement travaillé quand il était étudiant pour la banque Lehman Brothers avant qu'elle ne fasse faillite (lors de la crise de 2008, crise qu'elle a par ailleurs contribué à déclencher). D'août 2008 à novembre 2009, il aurait, selon lui, travaillé comme chercheur pour Governetz Limited.

## Activisme étudiant

### Conservative Future
Jeune étudiant, Raheem Kassam a été en 2008-2009 vice-président de la branche de Hillingdon du Conservative Future (CF), puis du Conseil exécutif national de l'organisation. Le CF est le mouvement de jeunesse du parti conservateur en Angleterre, au pays de Galles et en Irlande du Nord. Il a été créé en 1998 et se présentait en 2006 comme la plus grande organisation politique présente sur les campus britanniques affirmant que le nombre de ses membres a déjà atteint les 20 000).
Raheem Kassam a mis à profit la généralisation de l'usage de l'internet et des smartphones chez les étudiants pour diffuser ses messages via les réseaux sociaux, dont :
- en tant que directeur exécutif du site Web controversé de droite, The Commentator[19] dénoncé pour des articles troublants, laissant par exemple entendre qu'il n'y a pas des de bombardement ou d'abris anti-bombes à Gaza (à l'époque où les étudiants manifestaient contre ces bombardements)[20] ;
- en tant que fondateur de Trending Central, un autre site Web controversé diffusant des « nouvelles » de droite[21].

### Groupe«Student Rights»
Raheem Kassam a aussi dirigé un groupe dénommé Student Rights créé en 2009 ; groupe qui s'est fait connaitre par des déclarations à la presse, jugées par Alex Brooks (président de l'union des étudiants de l'université de Greenwich), secondé par Owais Chishty (vice-président du SUUG) « sensationnalistes et trompeuses, conçues pour faire la une des journaux alarmistes sur le soi-disant « extrémisme » sur le campus, quel que soit l’impact sur les étudiants ».
Ce groupe « non-transparente sur ses origines ou son financement sur son site Web ou ses documents », s'affichait comme ayant le projet de lutter contre l'extrémisme dans les campus (extrêmisme incluant selon Kassam la vague de manifestations (pacifiques) qui a gagné les campus du Royaume-Uni en guise de protestation contre le bombardement israélien de la Gaza dans le cadre de l'opération Plomb durci), mais selon le syndicat étudiant NUS il pratiquait plutôt une stratégie de « chasse aux sorcières », au point de susciter un contre mouvement étudiant baptisé « Real Student Rights », supporté par des groupes divers.
Le groupe Student Rights de Raheem Kassam a ensuite admis être en réalité un projet caché, de la Henry Jackson Society, think tank néoconservateur dont Kassam faisait aussi partie, et dont le directeur associé, Douglas Murray, a fait valoir que « les conditions pour les musulmans en Europe doivent être rendues plus difficiles à tous les niveaux » et « toute immigration en Europe en provenance de pays musulmans doit cesser ».
L'Institut anglais des relations raciales (IRR) a relevé, avec inquiétude, que les publications de Student Rights ont été « utilisés par des groupes d'extrême droite pour cibler un événement étudiant musulman » qui a conduit à des menaces de violence signalées ayant conduit à l'annulation de l'évènement par l'université de Greenwich.

### Henry Jackson Society
En 2011 (ou depuis septembre 2010 selon son profil Linkedin tel que cité par Powerbase, Kassam a été employé comme directeur des campagnes au sein de la Henry Jackson Society, think tank de tendance néoconservatrice libertarienne de droite, se présentant comme voué à la politique étrangère,.

### Raheem Kassam contre laLibyedeKadhafi
Raheem Kassam — avec d'autres — a fait campagne contre la London School of Economics (LSE) pour avoir accepté de l'argent de la Libye de Kadhafi ; le directeur de l'université Howard Davies démissionnera plus tard quand de nouvelles révélations montreront l'étendue des relations entre cette école et le régime de Mouammar Kadhafi.

## Carrière politique

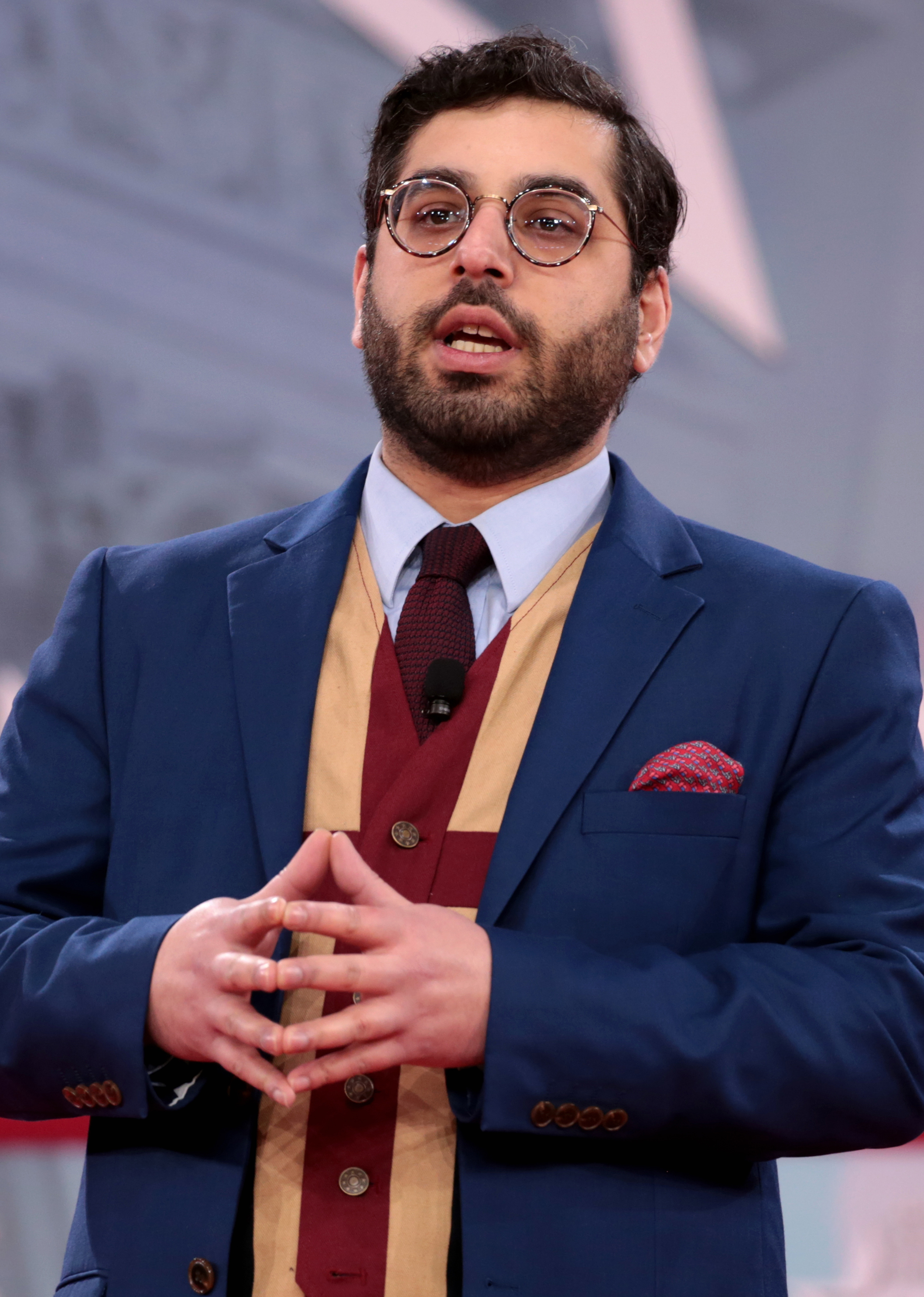
Raheem Kassam s'exprimant au Conservative Political Action Conference (CPAC-2018) en 2018 au National Harbour (Maryland, États-Unis).

### Rédacteur en chef de «The Commentator»
Kassam s'est présenté sur son fil tweeter comme rédacteur en chef de la plateforme internet controversée The Commentator. The Commentator était aussi une entreprise à responsabilité limitée créée par Theformationcompany.com Limited pour le compte de Kassam sous le nom Commentator Media Limited no 08458389, créée le 22 mars 2013, basée à Pinner, déclarée « compagnie dormante », puis dissoute trois ans plus tard : le 14 mars 2017). Kassam était propriétaire de 100 % des parts et en était le directeur (officiellement à partir du 22 mars 2013). Sa déclaration au registre du commerce, le dit né en janvier 1912.
Il a quitté cet organisme, après s'être brouillé avec son fondateur et premier rédacteur, Robin Shepherd (qui a ensuite décrit Kassam comme « un danger pour la démocratie britannique et le règne de la loi »),. The Commentator. 
Selon Iain Dale (juillet 2013) Kassam a démarré avec l'idée de créer son propre site Web, multi-contributeur, dit Trending Central. L'entreprise s'est auto-dissoute.

### Création d'une version britannique de «Breitbart News»
Après qu'ils se sont rencontrés lors d'un panel à l'occasion de la conférence « Young Britons' Foundation » (YBF-2013), Kassam a été embauché par Steve Bannon pour lancer et diriger une édition londonienne du journal américain d'extrême droite Breitbart News. Kassam a démarré la version londonienne de « Breitbart News » avec James Delingpole, un journaliste anglais se décrivant lui-même comme « conservateur libertarien ». Il y reviendra en 2014 quand l'UKIP ne voudra plus le payer en son sein après que Farage n'ait pas été élu député, il y est à nouveau rédacteur en chef, durant quatre ans ; Kassam quitte le journal en mai 2018. Selon l'ONG Hope not Hate durant la mandat de directeur de Kassam, Breitbart a été un média « pro-Farage », « pro-UKIP » et « obsessionnellement anti-islam et anti-immigration ».

### Participation à diversthink tankset groupes de pression
Kassam a contribué à plusieurs groupes de réflexion conservateurs de droite ou d'extrême droite, dont :
- le TaxPayers' Alliance ; Kassam dit avoir dirigé durant 4 mois (de juin à octobre 2010) la Coalition Against Hate Education au sein de ce lobby libertarien anti-impôts ; il dit y avoir été chargé de forger des alliances internationales avec d'autres think tanks afin d'influencer les politiques publiques à l'échelle mondiale dans l'espoir de mettre fin à « l'éducation haineuse », souvent financée - selon lui - par les contribuables ;
- le Bow Group ;
- le Gatestone Institute ;
- le Middle East Forum ;
- le « GreenCEASE » : cette ONG semble être, selon Powerbase.info, « un projet parallèle du blog de droite libertaire The Commentator » dont Kassam a été rédacteur en chef[40]. Durant un an environ « GreenCEASE » (dont le nom pourrait parodier celui de Greenpeace) a contribué à instiller le doute sur la réalité du réchauffement climatique et de la crise environnementale). En avril et mai 2012, dans le Huffington Post, Kassam a signé plusieurs articles de blog en s'auto-désignant comme directeur du «GreenCEASE»[41] (le lien cité au bas de ses articles a redirigé vers un site de mariage)[40] puis a été désactivé[42]. Ce « Centre vert pour l'analyse économique et l'environnement durable » était supposément voué à l'analyse de l'impact économique des préoccupations environnementales mondiales, en adoptant une approche de « neutralité carbone axée sur le principe de la croissance d'abord ». Il visait aussi à « s'assurer que ceux qui ne sont pas activement impliqués dans les efforts environnementaux ne soient pas contraints ou enrôlés dans tout mouvement contre leur volonté » ; dénonçant les scientifiques et militants environnementaux, et un « impérialisme vert » qui seraient (selon Kassam) à l'origine d'un alarmiste climatique hypocrite, de gaspillages, de corruption et de mesures de précaution ou protection supposément en réalité dommageable pour l'environnement[40],[43]. Kassam y dénonce y compris les mesures gouvernementales visant à réduire le changement climatique[40]. Ce site Web, ouvert le 5 avril 2012 ainsi que son compte Twitter semblent inactifs depuis mars 2013, puis le site a été fermé. Son compte Twitter cite l'Institut Heartland (réputé être le principal support du déni du changement climatique puis du climatoscepticisme dans le monde, ou encore la Global Warming Policy Foundation (GWPF) un think tank créé par Nigel Lawson source de désinformation sur la science du climat. GreenCEASE a relayé de nombreux « sceptiques AGW » (AGW signifiant ici  réchauffement climatique anthropique)[44] ou Peter C. Glover présenté comme «expert en science du climat» par The Commentator, auteur d'articles dénigrant les écologistes, dont via son livre (co-écrit) : Energy and Climate Wars: How Naïve Politicians, Green Ideologues, and Media Elites are Undermining the Truth About Energy and Climate figure parmi le textes de déni du changement climatique selon un article sur ce sujet publié par la revue American Behavioral Scientist[40].
- « Young Britons' Foundation » (YBF), controversée[37], décrite par son fondateur, Donal Blaney, comme une « madrassa conservatrice ». Lancé en juillet 2003, initialement supposée former de futurs politiciens de centre-droite, elle a été influencée par le conservatisme américain, dont via des partenariats avec des think-tanks et des fondations américains conservateurs, qui l'on conduit à notamment introduire au Royaume-Uni un mouvement de droite américain qui s'est développé sur les campus, visant à lister et dénoncer ce que ce mouvement percevait comme un « biais » ou « parti pris » de gauche dans les universités[45],[46],[47]. Des fonds privés la finançaient[48]. L'ancien premier ministre David Cameron a cherché à s'en distancier parce que devenue source d'une radicalisation des jeunes militants du parti et fin 2015 (le 21 décembre) le Times annonçait la démission de Donal Blaney (directeur général) à la suite des allégations d'inconduite de son directeur (Mark Clarke)[49],[50],[51],[52]. En novembre 2016, le site Web de YBF n'était plus maintenu[53]. 
Kassam a été l'un des membres et partisans de la YBF ; c'est via cette fondation qu'il a fait connaissance de Nigel Farage, par l'entremise de Matthew Richardson (alors secrétaire général de la YBF)[37] ;
- l'Institut des sciences sociales, économiques et politiques. En 2018 Kassam rejoint cette organisation créée en France par des politiciens d'extrême droite[54] dont la française Marion Maréchal-Le Pen, du Front national et le français Thibaut Monnier, de Lyon, Institut parfois présenté comme L'école de Marion Maréchal Le Pen[55].

### Journalisme/communication politique

#### 2019:Human Events, puisWar Room, puisNational Pulse

##### Human Events(2019)
En mars 2019, Kassam et l'avocat Will Chamberlain rachètent au Salem Media Group (300 000 $) Human Events, une publication américaine conservatrice (uniquement numérique),.
Kassam s'y nomme rédacteur en chef lors de sa relance officielle, le 1er mai 2019 avant d'annoncer 3 mois plus tard qu'il quitte la société.

##### War Room: Impeachment(2019)
Deux mois après avoir quitté Human Events (en octobre 2019), Kassam commence à co-animer War Room: Impeachment, une émission radiophonique quotidienne, ainsi qu'un podcast réalisé avec Steve Bannon visant à inciter la Maison-Blanche et ses alliés à adopter une posture plus ciblée et plus agressive pour contrer l'enquête qui pourrait conduire à la destitution de Donald Trump.

##### The National Pulse(2019)
Fin 2019 (décembre), Kassam est nommé rédacteur en chef de The National Pulse, un site  américain, politique, de droite, se présentant comme lieu d'information et d'enquêtes.

### Affiliations sociopolitiques
Interviewé en 2011, Kassam a classé Michael Gove, Margaret Thatcher et Barry Goldwater comme ses idoles, évoquant aussi son admiration pour la notion de libre marché telle que comprise aux États-Unis.
Il se décrit comme immigré athée et nationaliste. Ainsi, quand il s'est présenté à la présidence de l'UKIP (en 2016), Kassam a soutenu la levée d'une interdiction faite à d'anciens membres des partis nationalistes blancs, du Front national et du Parti national britannique afin qu'ils puissent rejoindre l' UKIP.
De manière générale, il promeut une politique libertarienne de droite (au nom de la libre expression) et d'extrême droite (avec des discours de haine et souvent très islamophobes, selon des commentateurs et sources traditionnels,, (alt-right anglaise et américaine selon des médias et sources universitaires),,.
Selon son profil Linkedin, Kassam a géré ou coopéré à plusieurs campagnes électorales au Royaume-Uni et aux États-Unis. En particulier :
- comme directeur de la campagne « Votez Michelle pour Wentworth et Dearne » ;
- directeur de campagne politique (et des relations publiques) de KeepRightOnline ;
- lors du référendum sur le Brexit, il fait partie de ceux qui ont pratiqué et relayé et/ou amplifié les messages et fausses nouvelles (parfois avec des images et vidéo truquées) issues d'une « cyber-ingérence électorale », anti-européenne, d'origine américaine et peut être russe. L'implication d'au moins un outil dit d'« intelligence artificielle » a été révélées en 2018 par UpGuard[68],[69] ainsi que par plusieurs lanceurs d'alerte (dont Christopher Wylie notamment). Nombre de ces messages ont été créés à l'aide d'une intelligence artificielle (via la une plateforme logicielle baptisée Ripon. Cet outil, principalement financé par l'ancien informaticien, devenu homme d'affaires milliardaire Robert Mercer et conçu avec son ami Steve Bannon[70] a servi à aider Ted Cruz puis Donald Trump[71], ainsi, outre-Atlantique, qu'à divers groupes anglais et irlandais ayant fait appel au groupe SCL. Ripon semble avoir été principalement utilisé pour Vote Leave et des groupes de campagnes proches (notamment BeLeave, Veterans for Britain et le Parti unioniste démocrate d'Irlande du Nord)[72].

Leave.EU et l'UKIP, qui ont mené une campagne relativement séparée, ont affirmé quant à eux avoir utilisé leurs propres données et leur propre système d'intelligence artificielle (financé, celui-là, par Arron Banks).
Dans le premier cas (Ripon), l'IA a été nourrie de données fournies par de Cambridge Analytica, en partie volées sur des millions de comptes Facebook, puis combinées à d'autres données. Ces données ont ensuite été préparées au Canada par AggregateIQ puis diffusées sous forme d'une propagande « micro-ciblée » inondant une partie des réseaux sociaux.
Selon la BBC, il s'est aussi impliqué dans une tentative de fondation de la version britannique du mouvement Tea Party.
Comme ses amis « bad boys du Brexit », en 2016, interrogé par Newsnight en octobre, Kassam suggère que Donald Trump ferait un meilleur président des États-Unis qu'Hillary Clinton, et avec eux, deux jours après l'annonce du résultat de l'élection présidentielle américaine, Kassam va rencontrer Donald Trump, dans la Trump Tower, accompagné d'autres « mauvais garçons du Brexit » Arron Banks ; Andy Wigmore ; Nigel Farage  et Gerry Gunster (stratège américain du sondage et des campagnes référendaires, embauché par la campagne Leave.EU). Ils ont été les premiers politiciens non américains à rencontrer le président élu Trump (à la Trump Tower, ce qu'ils médiatiseront sur certains médias sociaux avec notamment une photo prise avec Trump devant les portes plaqué or de son ascenseur privé.

Après cette rencontre, Kassam a dit qu'il chercherait à travailler à la Maison-Blanche pour Trump. Lors de l'élection américaine de 2020, après que les bulletins de vote aient été comptés, Kassam a fait partie de ceux qui sur les réseaux sociaux ont promu les affirmations de Donald Trump visant à jeter le doute sur la légitimité de l'élection de son successeur (Joe Biden).

### Stratégies politiques et de communication
Kassam utilise une rhétorique et des tactiques classiques de l'extrême droite anglo-saxonne avec notamment des propos « choquants et horribles » qu'il a notamment mis au service de Nigel Farage et de son parti : Parti pour l'indépendance du Royaume-Uni (UKIP), en n'hésitant pas, par exemple, en 2015 à faire des remarques qu'il saura controversées contre des malades du HIV/SIDA,, ou sur Sadiq Khan, le maire de Londres (travailliste), qu'il accuse de transformer la ville en « merde » ainsi que d'avoir des liens avec le terrorisme et l'extrémisme.

### Candidat à la présidence de l'UKIP
Après une période d'allégeance au Parti conservateur, Kassam se dit, fin 2013 électeur de l'UKIP et rejoint le parti début 2016. Il y devient rapidement devenu conseiller principal de Nigel Farage, le chef du parti.
Après la démission de Diane James de son poste de chef de l'UKIP en octobre 2016, Kassam a lancé une campagne pour en devenir le nouveau leader.
En annonçant sa candidature, il a déclaré qu'il voulait « arrêter les luttes intestines au sein de l'UKI », « combler les profondes divisions culturelles et sociales dans ce pays » et « devenir la véritable opposition et mettre au lit ce parti travailliste irréfléchi »,. Son slogan de campagne était « Make UKIP great again ».

Interviewé par Evan Davis de la BBC (Newsnight), Kassam a dit qu'il résoudra la « crise existentielle » de l'UKIP, promettant d'augmenter le nombre d'adhérents à l'UKIP à 100 000.
L'activité de Kassam sur les réseaux sociaux a attiré sur lui une attention négative.

En juin 2016, il a posté un tweet (ensuite supprimé) suggérant que le premier ministre d'Écosse, Nicola Sturgeon « devrait avoir sa bouche cousue, ainsi que ses jambes, afin qu'elle ne puisse pas se reproduire ».

Après avoir été critiqué par le député du Parti national écossais Stewart McDonald sur Twitter, Kassam a répondu qu'il ne serait pas sermonné par un « parti national-socialiste », puis, plus tard, il s'est excusé,.

Les gens de son parti ne sont pas épargnés : il a tweeté que Suzanne Evans, candidate à la deuxième élection à la direction de l'UKIP en 2016, devrait « se faire foutre pour de bon », et a dit qu'il se demandait si la députée travailliste Angela Eagle a été dans une école pour handicapés (special needs class).
Suzanne Evans s'est défendue en affirmant dans The Andrew Marr Show que Kassam, son rival « d'extrême droite » et « toxique » éloignerait le parti des intérêts des gens ordinaires, Kassam répondant qu'elle était l'auteure de « calomnies »,. Farage a répudié les commentaires d'Evans sur Kassam peu de temps après,.
Pour lancer sa campagne à la direction de l'UKIP, Kassam a appelé à un référendum national sur le droit des femmes à porter le niqāb au Royaume-Uni. Il a aussi affirmé que Trump (alors candidat à la présidence américaine) n'avait pas d'opinions anti-musulmanes. Kassam a aussi mis en doute sur la réalité des multiples affirmations désignant Trump comme auteur d'agressions sexuelles. Il a réitéré son allégeance à Farage, se disant « le plus faragiste des faragistes »,. Kassam a aussi obtenu le soutien personnel d'Arron Banks, le principal bailleur de fonds de l'UKIP et qui sera présenté comme le Banquier du Brexit.
Finalement, le 31 octobre 2016, quelques heures avant la clôture des candidatures, Kassam a été  « suspendu » ou s'est retiré de la course à la tête du parti,. Invoquant une faible chance de gagner et des fonds insuffisants, il a contesté l'équité du scrutin au sein de l'UKIP, toute en critiquant le peu d'attention médiatique qu'il a reçu, et ce qu'il a prétendu être une intimidation de ses parents par des médias (quand des journalistes du Times se « présentent à la maison de mes parents âgés pour les intimider, je trace la ligne », a-t-il dit).

### Développements ultérieurs
En janvier 2018, Kassam se fait remarquer en déclarant lors d'une interview à Sky News que Londres était devenue « une merde » sous le mandat de maire de Sadiq Khan ; ce faisant Kassam, reflétait, a priori intentionnellement, des commentaires similaires présumés du président américain Trump faits sur l'immigration peu auparavant,, avec une vulgarité de discours inspirée par Steve Bannon et Breitbart, selon The Guardian.

## Opinions sur l'Islam
Kassam a décrit l'islam comme une « idéologie fasciste et totalitaire », et il a décrit le Coran comme « fondamentalement mauvais » et déclaré « nous sommes en guerre contre la charia » et a soutenu la réduction de l'immigration musulmane vers le Royaume-Uni.

## Publications
En 2017, Kassam publie le livre No Go Zones: How Sharia Law Is Coming to a Neighbourhood Near You, avec un avant-propos écrit par Nigel Farage.
En 2018, Kassam auto-publie Enoch Was Right: «Rivers of Blood» 50 Years On, un essai dans lequel il soutient que le discours des « fleuves de sang » d'Enoch Powell a été réalisé.

## Réputation internationale
En juillet 2019, le Parti travailliste australien a appelé à interdire à Kassam l'entrée dans le pays. La sénatrice Kristina Keneally déclarant : « Nous ne devrions pas permettre aux fanatiques de carrière - une personne qui répand des discours de haine sur les musulmans, sur les femmes, sur les homosexuels et les lesbiennes - d'entrer dans notre pays avec l'intention expresse de saper l'équité et l'égalité ».